# Савинцев, Евгений Александрович
Евгений Александрович Савинцев (26 февраля 1925, Томск — 13 декабря 2015, Москва) — полковник КГБ СССР, разведчик-нелегал, заместитель командира спецподразделения «Вымпел» КГБ СССР в 1981—1988 годах, в 1982—1983 годах — командир спецподразделения «Каскад» КГБ СССР.

## Биография
Родился 26 февраля 1925 года в Томске. Учился в Новосибирске, окончил восемь классов школы на момент начала Великой Отечественной войны.
С первого дня войны Евгений работал на оборонном заводе № 179 по производству снарядов и патронов для фронта. Призван в РККА в 1942 году, поступил в 10-ю Ленинградскую специальную артиллерийскую школу и окончил её в 1944 году. Далее учился в 1-м Киевском ордена Ленина Краснознамённом училище имени Кирова, в 1945 году откомандирован для прохождения службы в Особый отдел военной контрразведки. Был отправлен учиться в 1-ю московскую школу контрразведки СМЕРШ, где получил звание младшего лейтенанта.
В 1946 году в звании старшего лейтенанта Савинцев, окончивший школу СМЕРШ, был направлен на Западную Украину в Тарнопольскую область для борьбы против ОУН(б), ведя разведку по выявлению бандитских формирований и осуществляя разработку и выполнение операций по ликвидации банд украинских националистов. Действовал на Западной Украине в течение трёх лет, а после встречи с генерал-лейтенантом П.А.Судоплатовым и личной беседы о достигнутых результатах в борьбе против ОУН(б) переведён в 8-й отдел управления «С» ПГУ КГБ СССР. Окончил Высшую школу КГБ СССР в 1961 году, с 1949 по 1988 годы был сотрудником внешней советской разведки. Провёл много лет на нелегальной работе в ФРГ, свободно владел немецким языком, но говорил с австрийским акцентом.
После афганских событий декабря 1979 года Савинцев был назначен ответственным за создание группы специального назначения «Вымпел» при ПГУ КГБ СССР, выполнив большую работу по ряду организационных вопросов (в том числе и вопросы по строительству объекта в Балашихе, где размещался «Вымпел»). Группа была образована 25 июля 1981 года закрытым постановлением ЦК КПСС и Совета министров СССР с подачи начальника нелегальной разведки Ю.И.Дроздов. 15 апреля 1982 года в звании полковника Савинцев возглавил 1-й оперативно-боевой отдел Группы специального назначения «Вымпел» — спецотряд «Каскад-4» — и отправился в Афганистан в командировку сроком на один год. В составе отряда участвовал в борьбе против афганских моджахедов, а также оказывал помощь органам государственной безопасности ДРА и руководству Афганистана в выявлении и ликвидации террористических групп.
Полковник Савинцев пробыл заместителем командира группы «Вымпел» в 1981—1988 годах (официально — заместителем начальника Отдельного учебного центра); командиром не стал формально из-за возраста. В напряжённой боевой обстановке его отряд потерял всего одного человека убитым — им был ефрейтор Юрий Тарасов, однако Савинцев тяжело переживал гибель сослуживца. Также сотрудники «Вымпела» работали на Кубе, в Анголе, Лаосе, Кампучии, Никарагуа и Сирии. Среди подчинённых Савинцева был и Э.Г.Козлов, Герой Советского Союза, участвовавший в штурме дворца Амина. Он использовал наработки аналогичных западных отрядов — американской «Дельты» и немецкого GSG-9 — а также достижения 4-го главного управления КГБ СССР; согласно известным данным, в 1984 или 1985 году отряд «Вымпела» на учениях условно сумел захватить руководство КГБ Латвийской ССР в заложники в Риге.
После выхода в отставку — организатор и первый президент фонда «Содружество ветеранов и сотрудников спецслужб «Вымпел», руководитель группы компаний «Грант-Вымпел». Пережил и расформирование группы «Вымпел» после штурма Белого дома в 1993 году, и её воссоздание в 1998 году. Награждён Орденом Почёта (вручён Президентом РФ Владимиром Путиным 23 февраля 2000 года), орденом Отечественной войны II степени, медалью «За боевые заслуги» и 32 медалями СССР и других государств. Кавалер Золотого почётного знака «Общественное признание» (2003).
Скончался вечером 13 декабря 2015 года от осложнений, вызванных тяжёлой операцией.